# Katastrofa lotu Eastern Air Lines 537
Katastrofa lotu Eastern Air Lines 537 – wydarzyła się 1 listopada 1949. Douglas DC-4 należący do linii Eastern Air Lines, lecący z Nowego Jorku do Waszyngtonu, zderzył się ze startującym myśliwcem Lockheed P-38 Lightning. Zginęło 55 osób, ocalał pilot myśliwca.
Douglas DC-4 miał 5 lat, został wyprodukowany w 1944, do czasu katastrofy pod Waszyngtonem wylatał 12 161 godzin. W dniu katastrofy samolot wykonywał lot z Lotniska LaGuardia do Washington National Airport. 
DC-4 podchodził do lądowania w Waszyngtonie. Kilka kilometrów od lotniska, startował myśliwiec Lockheed P-38 Lightning należący do Bolivian Air Force. Myśliwiec wystartował, ale w maszynie doszło do awarii prawego silnika. Lockheed musiał zawrócić na lotnisko. Kontrola ruchu lotniczego w Waszyngtonie przekazała pilotowi, żeby przeszedł na lewą stronę. Jak się później okazało wiadomość ta nigdy nie dotarła do pilota Lockheeda. P-38 i DC-4 lądowały w tym samym momencie i na wysokości 300 stóp, oba samoloty zderzyły się w powietrzu. DC-4 spadł na tereny nieopodal lotniska, a P-38 wpadł do rzeki Potomak. Zginęło 55 osób (50 pasażerów i 5 członków załogi), jedna osoba została ranna.
Przyczyną katastrofy było wykonanie prostej w końcowym podejściu P-38, mimo iż jego pilot nie dostał zgody na lądowanie.